# Antlia
Antlia, la Bomba Neumática o la Máquina Neumática es una constelación del hemisferio celeste austral. Su nombre hace referencia a la bomba de aire, un aparato inventado por el físico francés Denis Papin en el siglo XVII. La constelación fue introducida por Nicolas-Louis de Lacaille, con el nombre de Antlia Pneumatica, cuando estuvo trabajando en el observatorio del cabo de Buena Esperanza y se cuenta entre las ochenta y ocho constelaciones modernas. Situada cerca de las estrellas que formaban la antigua constelación de Argo Navis, Antlia es completamente visible desde latitudes más al sur de los 49 grados norte.
Antlia es una constelación débil. Su estrella más brillante es Alfa Antliae, una gigante anaranjada quizá variable, pues su magnitud aparente varía entre 4,22 y 4,29. Otra estrella destacada es S Antliae, un sistema binario eclipsante cuyas componentes están tan próximas que en el futuro se fusionarán para formar una única estrella. Se conocen dos estrellas con exoplanetas en esta constelación: HD 93083 y Wasp-66. Objetos notables de cielo profundo son la galaxia NGC 2997 y la galaxia enana de Antlia.

## Historia
El astrónomo francés Nicolas-Louis de Lacaille describió por primera vez la constelación entre 1751 y 1752 como la Machine Pneumatique (en español, la Bomba Neumática), conmemorando la bomba de aire inventada por el físico francés Denis Papin. Lacaille había observado y catalogado casi 10 000 estrellas del hemisferio sur durante sus dos años de estancia en el cabo de Buena Esperanza, elaborando en el proceso catorce nuevas constelaciones para las inexploradas regiones del cielo austral que no eran visibles desde Europa. Todas salvo una fueron nombradas por instrumentos que simbolizaban la Ilustración. Lacaille latinizó el nombre como Antlia Pneumatica en su carta de 1763. Más tarde, John Hershel propuso reducir el nombre a una sola palabra, lo que fue aceptado universalmente.
Aunque Antlia era técnicamente visible para los astrónomos de la Grecia clásica, sus estrellas eran demasiado débiles como para estar incluidas en cualquier constelación de la Antigüedad. Lacaille representó Antlia como una bomba de vacío de un solo cilindro, modelo usado en los iniciales experimentos de Papin, mientras que Johann Bode escogió la versión más avanzada de doble cilindro. La Unión Astronómica Internacional (UAI) la adoptó más tarde como una de las ochenta y ocho constelaciones modernas. No hay ninguna leyenda mitológica asociada a Antlia, debido a que Lacaille interrumpió la tradición de dar nombres mitológicos a las constelaciones; en su lugar eligió la mayoría de nombre de instrumentos científicos.
Algunas de las estrellas más destacadas de la actual constelación de Antlia quizá estuvieron incluidas en la antigua constelación de Argo Navis, el barco de los argonautas, que debido a su gran tamaño fue dividida por Lacaille en varias constelaciones más pequeñas en 1763. Sin embargo, dada la debilidad de estas estrellas y la oscuridad de esta parte del cielo, la mayoría de los investigadores no cree que los antiguos griegos incluyeran Antlia como parte de la descripción clásica de Argo Navis.

### Antlia en la astronomía china
Los astrónomos chinos estaban en condiciones de ver la moderna constelación de Antlia desde sus latitudes e incorporaron sus estrellas en dos constelaciones diferentes. Varias estrellas de la parte sur de Antlia eran una porción de Dong'ou, mientras que Épsilon, Eta y Zeta Antliae estaban incluidas en el templo celeste que también contenía estrellas de la moderna Pyxis, la Brújula.

## Descripción
La Bomba Neumática ocupa el puesto 62 al cubrir 238,9 grados cuadrados (un 0,579 %) de cielo nocturno. Dada su posición en el hemisferio celeste sur, es completamente visible en latitudes al sur de 49° N, aunque partes de la constelación pueden verse hasta los 65° N. Hidra se extiende a lo largo de su frontera noreste mientras que la Brújula, las Velas y Centauro ocupan las fronteras oeste, sur y este respectivamente. La abreviatura de tres letras adoptada por la Unión Astronómica Internacional es «Ant». Los límites oficiales de la constelación, según los estableció el astrónomo belga Eugène Delporte en 1930, están delimitados por un polígono de doce lados. En el sistema de coordenadas celestes, las ascensiones rectas de estas fronteras están comprendidas entre 9 h 26,5 m y 11 h 5,6 m, mientras que las declinaciones límite son −24.54° y −40.42°.

## Estrellas principales

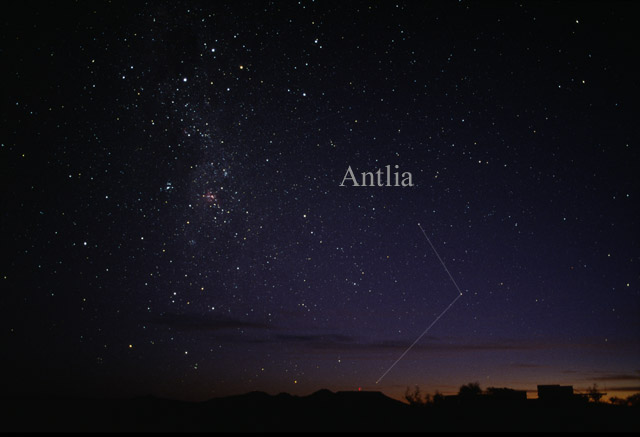
Constelación Antlia [http://www.allthesky.com/constellations/visualconstellations.html AlltheSky.com

- α Antliae, gigante naranja de tipo espectral K4 y magnitud 4,25. Es la estrella más brillante de la constelación.
- δ Antliae, estrella binaria de magnitud 5,56; la acompaña una estrella de magnitud 9,7 y ambas se encuentran a 1100 años luz de distancia del Sol.
- ε Antliae estrella gigante de tipo K3III magnitud 4,66; a 710 años luz cerca del límite con la constelación de Pyxis.
- ζ Antliae, sistema triple de estrellas que se puede resolver con pequeños telescopios.
- η Antliae, estrella blanca de magnitud 5,24 con una compañera de magnitud 11 a medio minuto de arco.
- ι Antliae, gigante naranja de magnitud 4,61, la tercera estrella más brillante de la constelación.
- S Antliae, binaria de contacto y variable W Ursae Majoris cuyo brillo oscila entre magnitud 6,4 y 6,92.
- U Antliae, estrella de carbono y variable irregular de magnitud media 5,5.
- AG Antliae, estrella post-AGV a más de 2000 años luz de distancia.
- DEN 1048-3956, tenue enana roja o enana marrón situada a 13,17 años luz de distancia.

## Objetos notables de cielo profundo
- NGC 2997, galaxia espiral grande y débil, con un núcleo estelar. Resulta muy difícil observarla con un telescopio pequeño dados su tamaño e intensidad.
- Enana de Antlia,[12][13] galaxia enana elíptica, uno de los miembros más distantes del Grupo Local.
- Cúmulo de Antlia, situado entre α, η e ι Antliae. Contiene aproximadamente 17 objetos NGC y 2 objetos IC, entre los que destacan la galaxia elíptica NGC 3268, NGC 3258, NGC 3271 —galaxias elípticas ambas— y NGC 3281, galaxia espiral. NGC 3258 tiene otras cinco galaxias con el mismo número: NGC 3258a, NGC 3258b, NGC 3258c, NGC 3258d y NGC 3258e. IC 2587 es otra galaxia elíptica.